# Oskar Tomczyk
Oskar Tomczyk (Polonia, 25 de enero de 2006) es un futbolista polaco que juega como delantero en el Lech Poznań II de la II Liga de Polonia.

## Estadísticas

### Clubes
Actualizado al último partido disputado el 20 de mayo de 2023.
| Club                     | Div.          | Temporada     | Liga  | Liga  | Copas nacionales | Copas nacionales | Copas internacionales | Copas internacionales | Total | Total |
| Club                     | Div.          | Temporada     | Part. | Goles | Part.            | Goles            | Part.                 | Goles                 | Part. | Goles |
| ------------------------ | ------------- | ------------- | ----- | ----- | ---------------- | ---------------- | --------------------- | --------------------- | ----- | ----- |
| Lech Poznań II · Polonia | 3.ª           | 2022-23       | 9     | 1     | 1                | 0                | ―                     | ―                     | 10    | 1     |
| Lech Poznań II · Polonia | 3.ª           | 2023-24       | 0     | 0     | 0                | 0                | ―                     | ―                     | 0     | 0     |
| Lech Poznań II · Polonia | Total club    | Total club    | 9     | 1     | 1                | 0                | 0                     | 0                     | 10    | 1     |
| Total carrera            | Total carrera | Total carrera | 9     | 1     | 1                | 0                | 0                     | 0                     | 10    | 1     |